# Острів Святої Інеси
Острів Святої Інеси (ісп. Isla Santa Inés, англ. Santa Inés Island) — острів у західній частині архіпелагу Вогняна Земля, розташований у Тихому океані, біля найпівденніших берегів Південної Америки, адміністративно відноситься до регіону Магальянес і Чилійська Антарктика, Чилі.

## Географія
Острів знаходиться у південних широтах Тихого океану, в провінції Магальянес, у регіоні Магальянес і Чилійська Антарктика, біля крайньої південної материкової частини чилійського узбережжя, та віддалений від нього (півострів Брансвік) на 9 км на південний захід через Магелланову протоку, в якій, в цьому місці лежить кілька невеличких острівців, найбільший з яких — острів Карлоса III. На півночі він відділений від острова Жакес протокою Канал Абра (шириною 1-8 км); на північному сході від острова Рієско та півострова Брансвік, довгою Магеллановою протокою (3,5-11 км); на південний сході, через протоку Канал Барбара (1,6-6 км) — розташовані кілька островів, найбільші з яких Кларенс та Каєтано. Протяжність острова з північного заходу на південний схід понад 90 км, при максимальній ширині 62 км. Має площу — 3687,9 км² (6-тє місце у Чилі та 144-те в світі). Найбільша висота (HP) острова 1341 м. Довжина берегової лінії — 1098,1 м. Острів материкового походження, являє собою затоплену частину Берегових Кордильєр зі слідами льодовикового впливу, з крутими берегами, які надзвичайно розчленовані фіордами та затоками, особливо в південно-захыдный частині, тут же розташована велика кількість дрібних острівців.
На острові розташоване невелике льодове поле під назвою «Грандес Вентісяуерос».

## Історія
Острів Святої Інеси вперше європейцями був відкритий у 1520 році експедицією  португальського мореплавця Ф. Магеллана. До початку XIX століття на півночі острова селилися індіанці алакалуфи. У 1914 році в одному із фіордів острова переховувався німецький легкий крейсер «Дрезден» після Фолклендської битви.  Першим дослідником острова був французький письменник та альпініст Марк Ав'є у 1951 році. Своє дослідження він описав у роботі «Монтс Пасифік».